# درخواست اطلاعات
درخواست اطلاعات (انگلیسی: Request for information) (RFI) یک فرایند مرسوم تجاری است که هدف آن جمع‌آوری اطلاعات مکتوب در مورد توانایی‌های تأمین کنندگان مختلف است. معمولاً از قالبی پیروی می‌کند که می‌تواند برای اهداف مقایسه ای استفاده شود.
RFI در ابتدا برای جمع‌آوری اطلاعات برای کمک به تصمیم‌گیری در مورد اقدامات بعدی استفاده می‌شود؛ بنابراین RFI به ندرت مراحل نهایی هستندو در عوض اغلب در ترکیب با درخواست پیشنهاد (RFP)، درخواست مناقصه (RFT) و درخواست قیمت (RFQ) استفاده می‌شود. علاوه بر جمع‌آوری اطلاعات اساسی، RFI غالباً به عنوان درخواست ارسال شده به پایگاه گسترده‌ای از تأمین کنندگان بالقوه به منظور بررسی تأمین کنندگان، توسعه استراتژی، ایجاد پایگاه داده و آماده‌سازی برای RFP , RFT یا RFQ استفاده می‌شود.

## اجزای اضافی
قالب دقیق RFI بسته به اینکه چه اطلاعاتی درخواست می‌شود متفاوت خواهد بود، اما متداول‌ترین عناصر موجود در RFI صنعت ساخت و ساز شامل موارد زیر است:
- هدف / خلاصه
- جدول زمانی
- صفحه داستان یا تصاویر
- تحویل دادنی ها – حداقل
- معیارهای ارزیابی
- شرایط پرداخت